# Канцеларија за Косово и Метохију
Канцеларија за Косово и Метохију је канцеларија при Влади Републике Србије која врши стручне послове за потребе Владе и надлежних министарстава. Такође обавља стручне и оперативне послове у преговарачком процесу у склопу дијалога Београда и Приштине. Директор канцеларије је Петар Петковић.

## Оснивање
Канцеларија је Уредбом о Канцеларији за Косово и Метохију основала канцеларију 2013. године. Канцеларија врши стручне послове за потребе Владе и надлежних министарстава који се односе на:
функционисање институција Републике Србије на територији Косова и Метохије, на образовање, здравство, социјалну политику, културу, инфраструктуру, систем локалне самоуправе и телекомуникације у српским подручјима Косова и Метохије, деловање Српске православне цркве на територији Косова и Метохије, обнову и заштиту духовног и културног наслеђа, финансијску, правну, техничку и кадровску помоћ у свим областима значајним за Србе и друге неалбанске заједнице на територији Косова и Метохије, сарадњу с Комесаријатом за избеглице у делу који се односи на интерно расељена лица са Косова и Метохије, и сарадњу с цивилном и војном мисијом Уједињених нација на Косову и Метохији (УНМИК и КФОР) на основу Резолуције Савета безбедности број 1244.

## Организациона структура
У оквиру канцеларије делују следећи сектори:
- Сектор за правну заштиту, подршку локалној самоуправи и имовинско-правне послове на Косову и Метохији
- Сектор за економски развој, одрживи повратак и ИПА пројекте
- Сектор за међународну сарадњу и сарадњу са међународним мисијама на Косову и Метохији
- Сектор за имплементацију споразума и подршку официру за везу при мисији Европске уније у Приштини
- Сектор за бригу о културном наслеђу и сарадњу са СПЦ
- Сектор за јавне службе и социјалну политику на Косову и Метохији
- Сектор за опште послове

Поред наведених сектора, при канцеларији делују:
- Биро Канцеларије за Косово и Метохију у Косовској Митровици у подручној јединици широј од подручја управног округа за Косовско-митровачки и Пећки управни округ са седиштем у Косовској Митровици;
- Биро Канцеларије за Косово и Метохију у Грачаница у подручној јединици широј од подручја управног округа за Косовски, Косовско-поморавски и Призренски управни округ са седиштем у Грачаници;
- Биро Канцеларије за Косово и Метохију у косовском Поморављу у подручној јединици за Косовско-поморавски управни округ са седиштем у Гњилану;
- Биро Канцеларије за Косово и Метохију у Краљеву у подручној јединици широј од подручја управног округа за Рашки, Шумадијски и Расински управни округ са седиштем у Краљеву.